# Les Ogres
Les Ogres is een Franse film uit 2015, geregisseerd door Léa Fehner, met een deels autobiografisch script geschreven door Fehner, in samenwerking met Catherine Paillé en Brigitte Sy. De film ging op 6 oktober 2015 in première op het Festival International du Film de Saint-Jean-de-Luz.

## Verhaal
Het "Davaï Théâtre" is een rondreizend theatergezelschap dat in het zuiden van Frankrijk rondtoert en in de verschillende dorpen optreedt in een tent. De acteurs spelen een eigen versie van de eenakter "De beer" van Anton Tsjechov. De vrijgevochten en excentrische leden van dit gezelschap hebben hun passie voor theater gemeen, maar hebben ook anderszins een sterke sociale band. Als er een baby geboren wordt en een voormalig lid van het gezelschap terugkeert, worden oude wonden opengereten.

## Cast
- Adèle Haenel als Mona
- Marc Barbé als Monsieur Déloyal
- Lola Dueñas als Lola
- François Fehner als François
- Inès Fehner als Inès
- Marion Bouvarel als Marion
- Patrick d'Assumçao als Marion's geliefde
- Philippe Cataix als Chignol

## Prijzen
De film heeft verschillende prijzen gewonnen, waaronder de Swann d'or du meilleur film op het filmfestival van Cabourg en de VPRO- Big Screen Award op het Rotterdamse Filmfestival. In 2017 werd de film genomineerd voor drie Prix Lumières, beste film, beste regie en beste scenario.